# سان جاسینتو (کالیفرنیا)
سان جاسینتو (به انگلیسی: San Jacinto) شهری در شهرستان ریورساید، کالیفرنیا ایالت کالیفرنیا است که در سرشماری سال ۲۰۱۰ میلادی، ۴۴۱۹۹ نفر جمعیت داشته است.